# Liechtenstein a 2010. évi téli olimpiai játékokon
Liechtenstein a kanadai Vancouverben megrendezett 2010. évi téli olimpiai játékok egyik részt vevő nemzete volt. Az országot az olimpián 2 sportágban 6 sportoló képviselte, akik érmet nem szereztek.

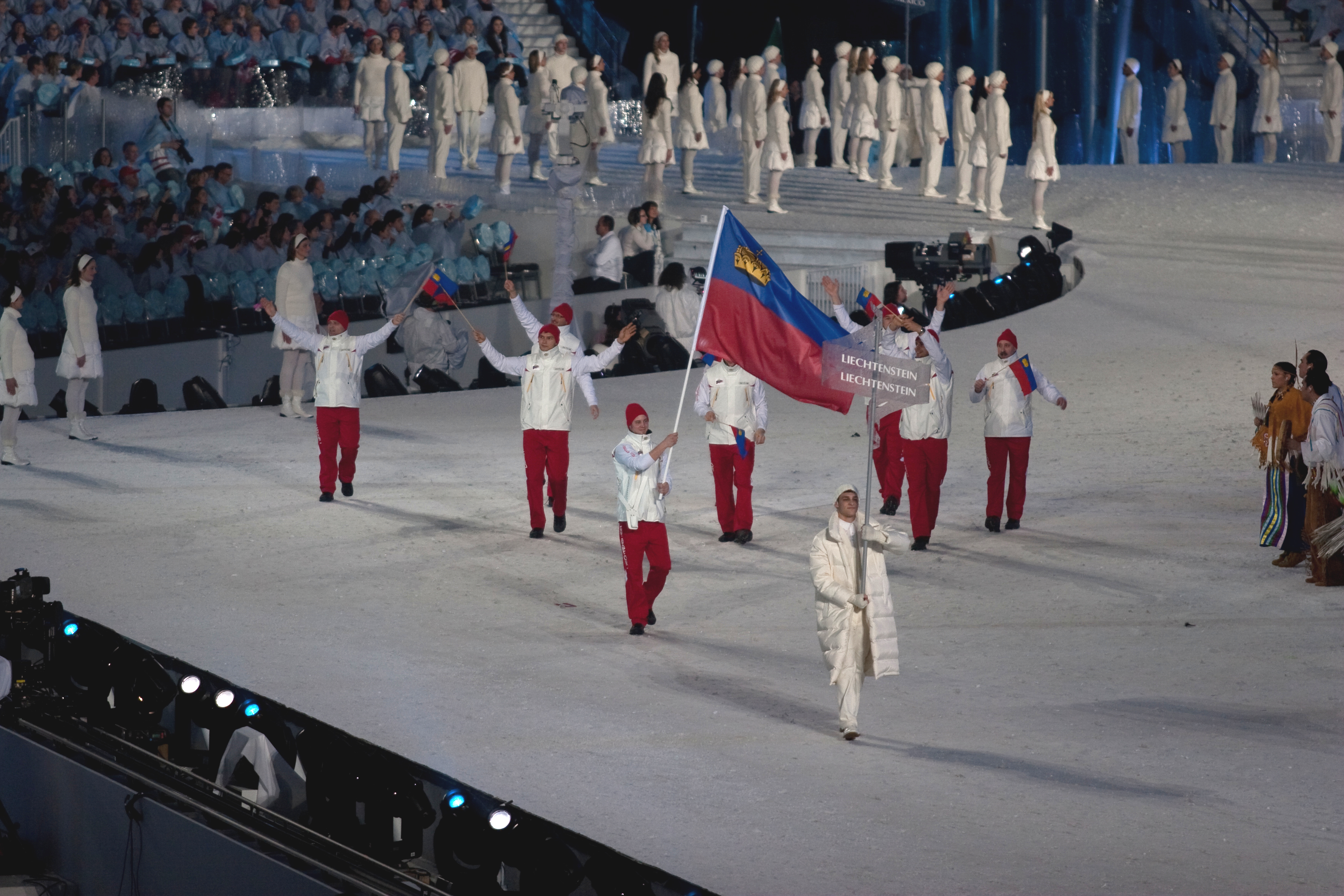
Liechtenstein olimpiai küldöttsége a megnyitón

## Alpesisí

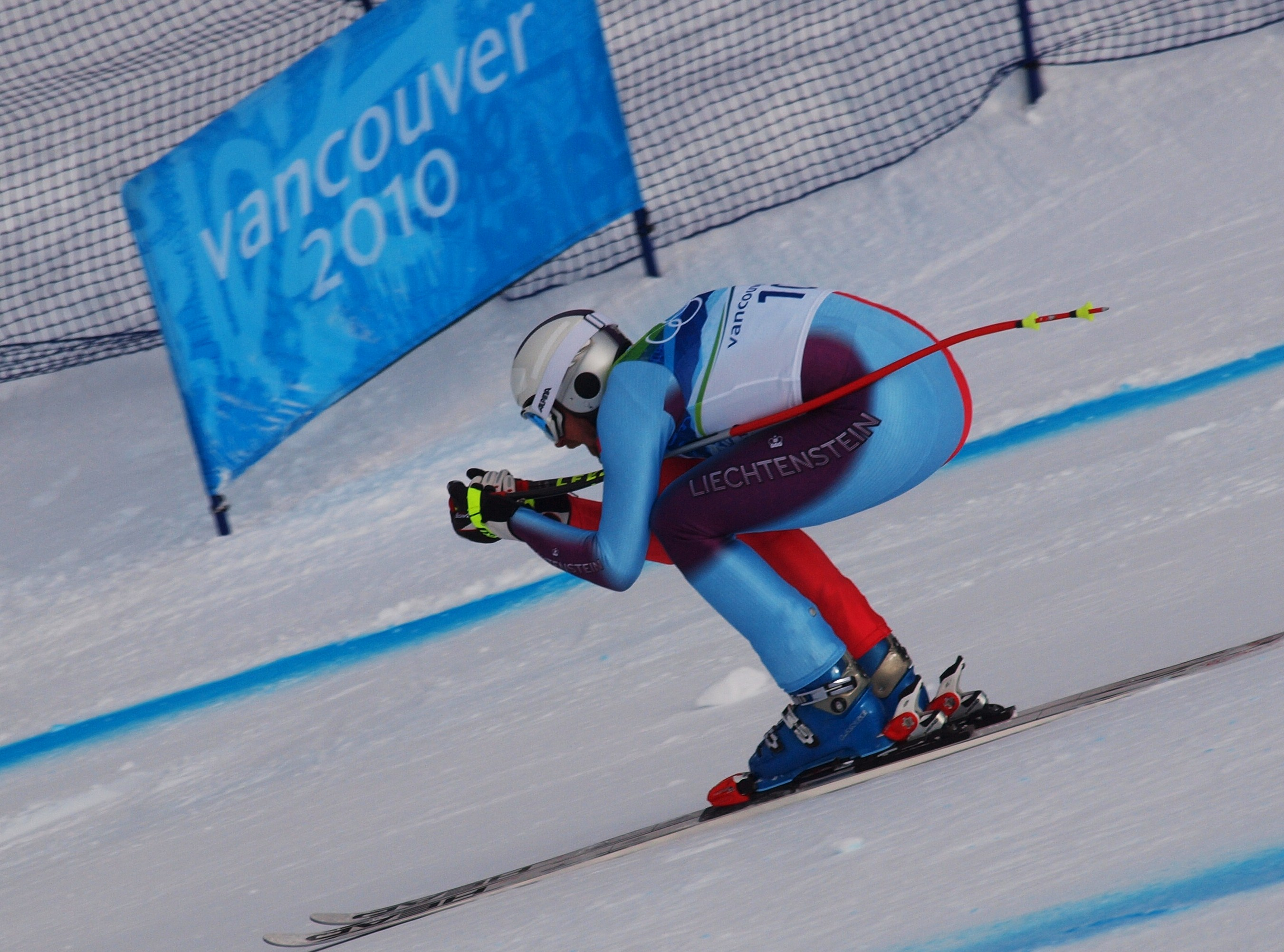
Marco Büchel a férfi lesiklás versenyén

Férfi
| Versenyző    | Versenyszám            | Eredmény      | Helyezés      |
| ------------ | ---------------------- | ------------- | ------------- |
| Marco Büchel | Lesiklás               | 1:54,84       | 8.            |
| Marco Büchel | Szuperóriás-műlesiklás | nem ért célba | nem ért célba |

Női
| Versenyző   | Versenyszám | 1. futam | 1. futam | 2. futam | 2. futam | Összesítés | Összesítés |
| Versenyző   | Versenyszám | Idő      | Hely.    | Idő      | Hely.    | Idő        | Helyezés   |
| ----------- | ----------- | -------- | -------- | -------- | -------- | ---------- | ---------- |
| Marina Nigg | Műlesiklás  | 53,78    | 30.      | 53,05    | 13.      | 1:46,83    | 22.        |

## Bob
Férfi
| Versenyző                                                  | Versenyszám | 1. futam   | 1. futam   | 2. futam   | 2. futam   | 3. futam | 3. futam | 4. futam | 4. futam | Összesítés | Összesítés |
| Versenyző                                                  | Versenyszám | Idő        | Hely.      | Idő        | Hely.      | Idő      | Hely.    | Idő      | Hely.    | Idő        | Helyezés   |
| ---------------------------------------------------------- | ----------- | ---------- | ---------- | ---------- | ---------- | -------- | -------- | -------- | -------- | ---------- | ---------- |
| Michael Klingler Thomas Dürr                               | Kettes      | 56,18      | 24.        | nem indult | nem indult | kiesett  | kiesett  | kiesett  | kiesett  | kiesett    | kiesett    |
| Michael Klingler Jürgen Berginz Thomas Dürr Richard Wunder | Négyes      | nem indult | nem indult | kiesett    | kiesett    | kiesett  | kiesett  | kiesett  | kiesett  | kiesett    | kiesett    |